# Gordon Schildenfeld
Gordon Schildenfeld (ur. 18 marca 1985 w Szybeniku) – chorwacki piłkarz występujący na pozycji obrońcy. Od 2017 roku zawodnik cypryjskiego Anorthosisu Famagusta.

## Kariera
Karierę rozpoczął w HNK Šibenik. W seniorskiej drużynie zadebiutował w wieku 16 lat w meczu z NK Kamen Ingrad. 25 stycznia 2007 został zawodnikiem Dinama Zagrzeb. W zespole mistrza Chorwacji był podstawowym zawodnikiem. W sezonie 2007/2008 występował w fazie grupowej Pucharu UEFA. 31 stycznia 2008 odszedł do tureckiego Beşiktaşu JK. Zagrał tam w 9 meczach ligowych, a następnie został wypożyczony do MSV Duisburg. Kolejnym klubem w jego karierze był austriacki Sturm Graz, dokąd trafił na kolejne wypożyczenie. W lipcu 2010 roku Sturm zdecydował się na transfer definitywny. W kolejnych latach grał w takich klubach jak: Eintracht Frankfurt, Dinamo Moskwa, PAOK FC i Panathinaikos AO. 6 lipca 2015 po raz drugi w karierze został piłkarzem Dinama Zagrzeb. 6 lipca 2017 trafił do Anorthosisu Famagusta.
W reprezentacji Chorwacji zadebiutował 14 listopada 2009 w wygranym 5:0 towarzyskim meczu z Liechtensteinem. Na boisku pojawił się w 59. minucie, zastępując Darijo Srnę. Był powołany na Mistrzostwa Europy 2012 i 2016 oraz na Mistrzostwa Świata 2014.